# Ottochloa nodosa
Ottochloa nodosa là một loài thực vật có hoa trong họ Hòa thảo. Loài này được (Kunth) Dandy mô tả khoa học đầu tiên năm 1931.